# Шарлотсвілл
Шарлотсвілл (англ. Charlottesville) — незалежне місто в США,  в штаті Вірджинія. Населення — 46 553 особи (2020). У місті розташовано один з найстаріших університетів США — Вірджинський.
Назва міста походить від імені дружини короля Георга III Шарлоти Макленбург-Стрелицької

## Географія
Шарлотсвілл розташований за координатами 38°2′16″ пн. ш. 78°29′7″ зх. д. / 38.03778° пн. ш. 78.48528° зх. д. ( 38.037658, -78.485381), в центральній частині штату Вірджинія, на рівнині у долині річки Ріванна, притоки річки Джеймс. На захід від міста знаходяться відроги Блакитного пасма, масиву Аппалачів. За даними Бюро перепису населення США в 2010 році місто мало площу 26,57 км², з яких 26,52 км² — суходіл та 0,05 км² — водойми.

### Клімат
| Клімат : Шарлотсвілл    | Клімат : Шарлотсвілл | Клімат : Шарлотсвілл | Клімат : Шарлотсвілл | Клімат : Шарлотсвілл | Клімат : Шарлотсвілл | Клімат : Шарлотсвілл | Клімат : Шарлотсвілл | Клімат : Шарлотсвілл | Клімат : Шарлотсвілл | Клімат : Шарлотсвілл | Клімат : Шарлотсвілл | Клімат : Шарлотсвілл | Клімат : Шарлотсвілл |
| Показник                | Січ.                 | Лют.                 | Бер.                 | Квіт.                | Трав.                | Черв.                | Лип.                 | Серп.                | Вер.                 | Жовт.                | Лист.                | Груд.                | Рік                  |
| Абсолютний максимум, °C | 27,2                 | 28,9                 | 34,4                 | 36,7                 | 37,8                 | 40,6                 | 41,7                 | 41,7                 | 41,7                 | 36,7                 | 31,1                 | 28,3                 | 41,7                 |
| Середній максимум, °C   | 7,3                  | 9,6                  | 14,2                 | 20,4                 | 24,3                 | 28,9                 | 30,8                 | 30,0                 | 26,3                 | 20,5                 | 15,0                 | 8,8                  | 19,7                 |
| Середній мінімум, °C    | −3                   | −1,7                 | 2,2                  | 7,6                  | 12,4                 | 17,3                 | 19,4                 | 18,6                 | 14,6                 | 8,8                  | 3,8                  | −1,2                 | 8,2                  |
| Абсолютний мінімум, °C  | −23,3                | −22,8                | −13,9                | −10                  | 0,0                  | 4,4                  | 9,4                  | 6,7                  | 1,1                  | −3,3                 | −13,3                | −19,4                | −23,3                |
| Норма опадів, мм        | 79                   | 81                   | 99                   | 85                   | 116                  | 106                  | 135                  | 103                  | 124                  | 97                   | 102                  | 84                   | 1209                 |
| Днів з опадами          | 9,2                  | 9,3                  | 10,7                 | 11,3                 | 12,6                 | 10,6                 | 12,2                 | 11,1                 | 9,7                  | 8,3                  | 8,9                  | 9,6                  | 123,6                |
| Днів зі снігом          | 2,1                  | 2,2                  | ,8                   | ,1                   | 0                    | 0                    | 0                    | 0                    | 0                    | 0                    | ,3                   | 1,5                  | 7,0                  |
| ----------------------- | -------------------- | -------------------- | -------------------- | -------------------- | -------------------- | -------------------- | -------------------- | -------------------- | -------------------- | -------------------- | -------------------- | -------------------- | -------------------- |
| Джерело: NOAA           |                      |                      |                      |                      |                      |                      |                      |                      |                      |                      |                      |                      |                      |

## Демографія
Згідно з переписом 2010 року, у місті мешкало 43 475 осіб у 17 778 домогосподарствах у складі 7518 родин. Густота населення становила 1636 осіб/км².  Було 19189 помешкань (722/км²). 
Расовий склад населення:
| - 69,1 % — білих - 19,4 % — чорних або афроамериканців - 6,4 % — азіатів - 0,3 % — корінних американців - 1,8 % — осіб інших рас |

До двох чи більше рас належало 3,0 %. Іспаномовні складали 5,1 % від усіх жителів.
За віковим діапазоном населення розподілялося таким чином: 14,9 % — особи молодші 18 років, 75,9 % — особи у віці 18—64 років, 9,2 % — особи у віці 65 років та старші. Медіана віку мешканця становила 27,8 року. На 100 осіб жіночої статі у місті припадало 91,3 чоловіків;  на 100 жінок у віці від 18 років та старших — 89,1 чоловіків також старших 18 років.
Середній дохід на одне домашнє господарство  становив 72 724 долари США (медіана — 49 775), а середній дохід на одну сім'ю — 97 124 долари (медіана — 70 079). Медіана доходів становила 52 055 доларів для чоловіків та 42 761 долар для жінок. За межею бідності перебувало 25,8 % осіб, у тому числі 20,7 % дітей у віці до 18 років та 9,8 % осіб у віці 65 років та старших.
Цивільне працевлаштоване населення становило 23 605 осіб. Основні галузі зайнятості: освіта, охорона здоров'я та соціальна допомога — 38,4 %, мистецтво, розваги та відпочинок — 14,0 %, науковці, спеціалісти, менеджери — 13,3 %.

## Історія
Місто засновано у 1762 році рішенням Генеральної асамблеї Вірджинії. Статус незалежного міста надано у 1888 році. Територію міста розширяли 8 разів, нинішні кордони були встановлені 1968 року.
На початку XIX століття поблизу міста були маєтки американських політиків і президентів Томаса Джефферсона і Джеймса Медісона. У 1819 році за ініціативи Томаса Джефферсона на околиці міста було засновано Вірджинський університет. У XX столітті центр міста змістився убік університету й він опинився всередині Шарлотсвілла.
У 1850 році через Шарлотсвілл пройшла перша залізниця.

## Рейтинги
У 2014 Національне бюро економічних досліджень (США) оголосило Шарлотсвілл «найщасливішим містом США» за результатами власного дослідження.
Шарлотсвілл також називали найкращим чи одним з найкращих міст для життя в США за багатьма показниками впродовж 2003-2017 років.

## Міста-побратими
Станом на 2017 рік Шарлотсвілл має 4 побратими:
- Безансон
- Плевен
- Поджо-а-Каяно
- Віннеба[en]

## Відомі мешканці
- Едгар Аллан По — поет і письменник; вчився один рік в університеті.
- Анна Андерсон — авантюристка, яка видавала себе за врятовану княжну Анастасію, доньку імператора Росії Миколи II; провела в місті кінець життя, похована.
- Александер Вандегріфт — генерал морської піхоти США, командувач у битві за Гуадалканал; народився, вчився в університеті.
- Вільям Фолкнер — американський письменник; працював в університеті у 1957 і 1958 роках.